# François Bégaudeau
François Bégaudeau (n. 27 aprilie 1971, Luçon, Pays de la Loire, Franța) este un scriitor francez.
În 2006 a primit premiul Premiul France Culture-Télérama pentru romanul Entre les murs.

## Opere
- Jouer juste, Éditions Verticales, 2003, ISBN 2-84335-158-8.
- Dans la diagonale, Éditions Verticales, 2005, ISBN 2-84335-202-9.
- Un démocrate: Mick Jagger 1960-1969, Naïve, 2005, ISBN 2-350-21001-4.
- Entre les murs, Éditions Verticales, 2006, ISBN 2-07077-691-3.
- Mitarbeit an Débuter dans l'enseignement: Témoignages d'enseignants, conseils d'experts, ouvrage collectif, ESF, 2006
- Devenirs du roman, ouvrage collectif, Naïve, 2007
- Une année en France: Réferendum/banlieues/CPE, ouvrage collectif, Éditions Gallimard, 2007
- Fin de l'histoire, Éditions Verticales, 2007